# Сенченко Андрій Миколайович
Андрі́й Микола́йович Се́нченко (19 жовтня 1972, смт Зноб-Новгородське, Середино-Будський район, Сумська область, Україна — 26 лютого 2022, м. Київ, Україна) — сержант підрозділу 58 окремої мотопіхотної бригади імені гетьмана Івана Виговського Збройних Сил України, учасник російсько-української війни, що загинув у ході російського вторгнення в Україну.

## Життєпис
Народився 19 жовтня 1972 року в смт Зноб-Новгородське Середино-Будського району Сумської області. У 1987 році закінчив Зноб-Новгородську школу, а в 1990 році — Зноб-Новгородське професійно-технічне училище № 39. В 1995 році став випускником Конотопського індустріально-педагогічного технікуму.
З 1990 по 1992 рік проходив строкову військову службу. По закінченні військової служби, повернувся додому, зустрів свою дружину Віту, і у щасливого подружжя народилось двоє діток: донька Анастасія, 1998 року народження та син Юрій, 2003 року народження.
6 липня 1995 року розпочав працювати в Конотопській митниці на посаді інспектора пасажирського відділу і цій роботі присвятив 20 років. За роки зразкової служби отримав посаду головного інспектора митного поста Бачівськ Сумської митниці.
Під час трудової діяльності підвищував рівень своєї освіти і у 2009 році закінчив Європейський університет за спеціальністю економіка підприємства. З 2015 по 2017 працював виконавчим директором ФОП Мельник.
Проте війна на сході України не давала Андрію Миколайовичу морально-етичного права продовжувати свою трудову діяльність, і в листопаді 2017 року він вступив до Збройних Сил України. Проходив службу у 58 окремій мотопіхотній бригаді ім. гетьмана Івана Виговського у групі матеріально-технічного забезпечення на посаді начальника сховища, був відзначений грамотами за жертовність та сумлінне виконання службових обов'язків при захисті України від російської агресії. В результаті служби отримав військове звання «сержант». Брав участь в Операції Об'єднаних Сил на Сході України.
Продовжував боронити Батьківщину і під час повномасштабного вторгнення Росії під час російського вторгнення в Україну.
Загинув 26 лютого 2022 року під час виконання бойового завдання від множинних вогнепальних кульових поранень в м. Києві, обороняючи незалежність України від вторгнення країни-агресора Росії.
Був похований 16 березня 2022 року в м. Конотопі Сумської області.

## Родина
Залишились дружина Віта та двоє дітей: Анастасія та Юрій.

## Нагороди
- орден «За мужність» III ступеня (2022, посмертно) — за особисту мужність і самовіддані дії, виявлені у захисті державного суверенітету та територіальної цілісності України, вірність військовій присязі.